# オーストラリアのコーヒー文化

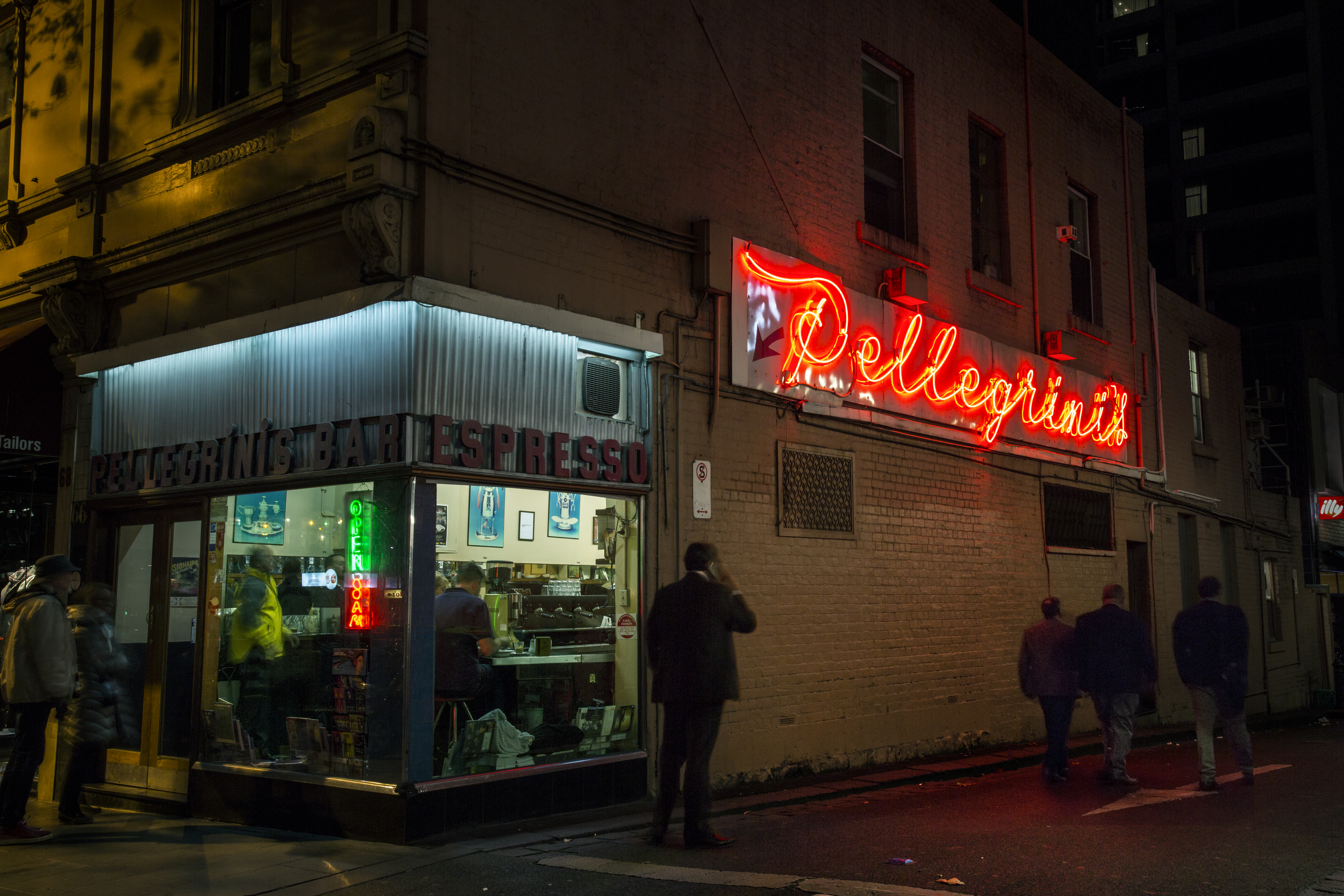
1954年にオープンしたメルボルン中心部のペレグリーニ・エスプレッソ・バー（Pellegrini's Espresso Bar）

本項では、オーストラリアのコーヒー文化（オーストラリアのコーヒーぶんか）について解説する。
コーヒー文化はオーストラリアで重要な文化的事象となっている。ウェブサイト「GQ」の神谷晃によると、第二次世界大戦後のイタリアからの移住者によってエスプレッソが浸透したとされており、シドニーを中心に独自のコーヒー文化が形成されたという。また、個人経営のカフェが多いという特徴があり、アメリカ合衆国のコーヒーチェーン・スターバックスが一時撤退したことでも知られている。

## 歴史
オーストラリアには独特のコーヒー文化がある。コーヒー産業は20世紀初頭以来、個人経営のカフェから発展してきた。フラットホワイトがオーストラリアで最初に普及したのは1990年代で、その発明者はシドニー出身と言われている。シドニーとメルボルンの象徴的なギリシャ系カフェは、1910年に初めて地元産の焙煎コーヒーを導入した。メルボルンは、カフェやロースターの多さから「世界のコーヒーの首都」と呼ばれることもある。
1952年、オーストラリアで初めてエスプレッソ・マシンが登場し、メルボルンとシドニーに高級イタリアン・コーヒー・ハウスが数多く出現した。ペレグリーニ・エスプレッソ・バー（Pellegrini's Espresso Bar）とレジェンド・カフェ（Legend Café）は、それぞれ1954年と1956年にオープンしたメルボルン初の「本格的な」エスプレッソ・バーである。この10年間には、オーストラリアを代表するコーヒー・ブランド、ヴィットリア（Vittoria）が設立された。このブランドは、アメリカに進出するはるか以前の1958年からオーストラリアに存在している。

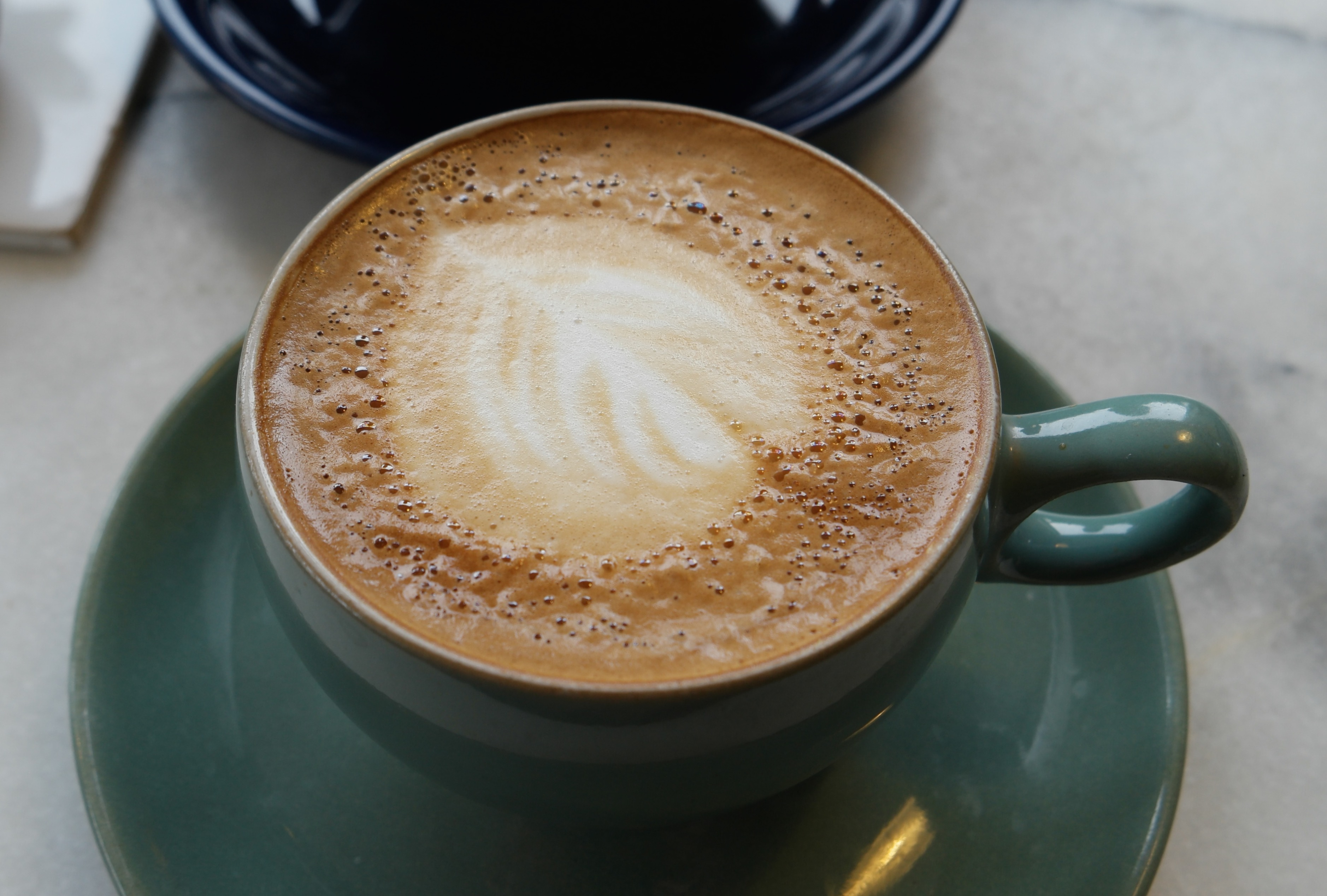
オーストラリアの代表的であるコーヒー「フラットホワイト」

今日に至るまで、スターバックスのような国際的なコーヒーチェーンはオーストラリアではほとんどシェアを占めておらず、オーストラリアには古くからある独立系カフェが、ザ・コーヒー・クラブ、ミッシェルズ・パティスリー、西オーストラリア州のドーム、クイーンズランド州のザラファス・コーヒーといった国産のフランチャイズとともに存在している。
その理由のひとつは、アメリカやアジアとは異なり、オーストラリアではコーヒーチェーンが市場に参入しようとする何十年も前から、すでに独立系カフェの文化が確立していたからである。オーストラリア人はスペシャルティコーヒーの文化に重点を置いており、新鮮なコーヒー豆を調達し、適切に焙煎し、最高のコーヒー豆を淹れることに集中している。

## オーストラリアのコーヒー産業
オーストラリアのコーヒー産業は、年間58億米ドルの収益を上げている。
オーストラリアでは現在、スペシャルティコーヒーの生産量は少なく、毎年約85万本の木から最大600トンの生豆を収穫している。
オーストラリアでは、ニュー・サウス・ウェールズ州北部とクイーンズランド州の2つの地域でコーヒーが栽培されている。